# Jakob Wychgram

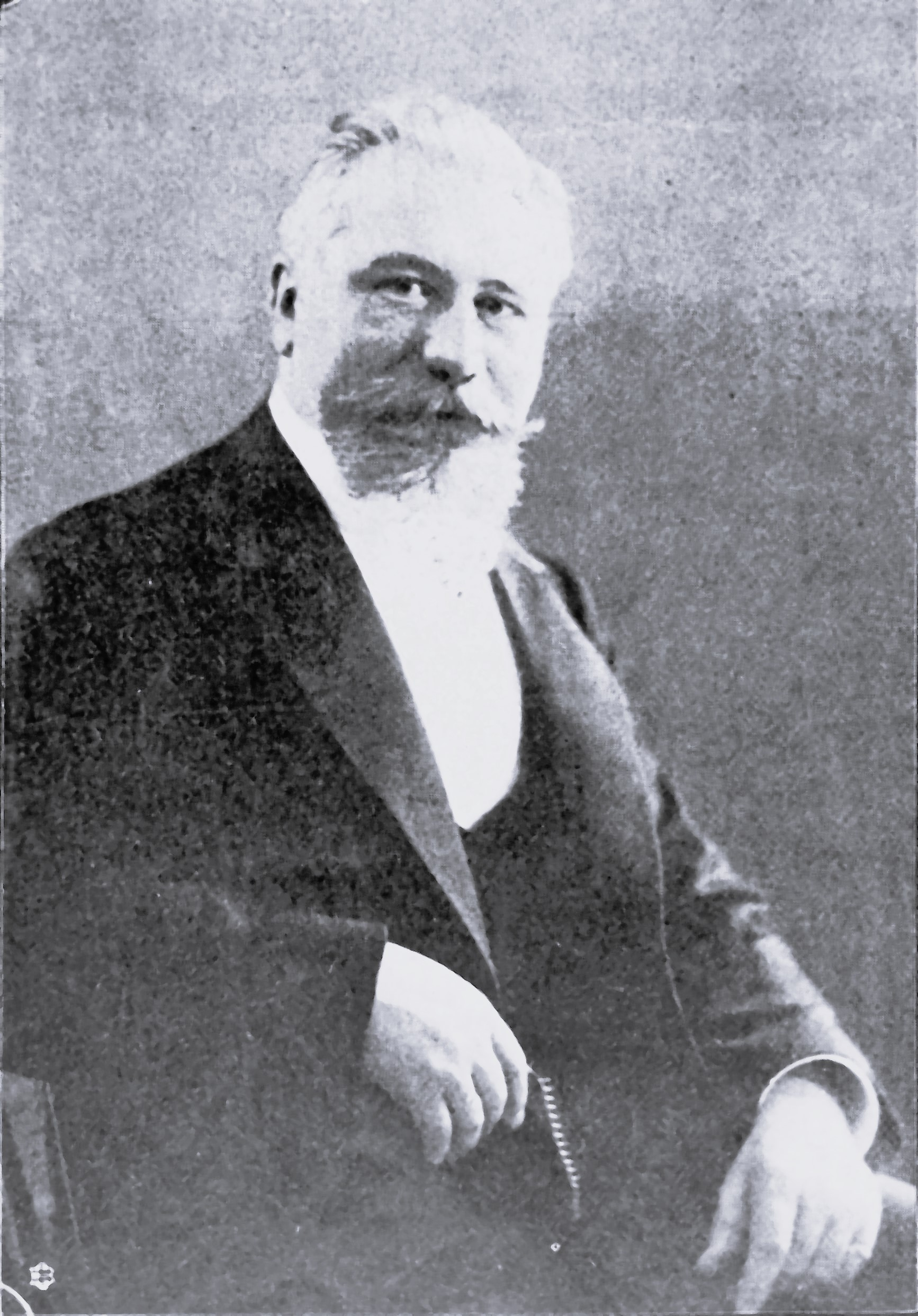
Jakob Wychgram (1908)

Jakob Wychgram (* 1. September 1858 in Emden; † 14. November 1927 in Freiburg im Breisgau) war ein deutscher Pädagoge und Landesschulrat.

## Leben

### Herkunft
Jakob Wychgram war ein Sohn des Emdener Sanitätsarztes Engelhard Wychgram (* 3. August 1830 in Neermoor; † 21. Februar 1895 in Emden) und dessen Ehefrau Gesina Johanna, geborene Vietor (1839–1915), einer Tochter des Emdener Pastors und Kirchenrats Nicolaus Vietor (1808–1895). Nicolaus Wychgram war sein jüngerer Bruder.

### Laufbahn
Jakob Wychgram besuchte zunächst ein Gymnasium in Emden. Den Alltag seiner Familie und das Leben in seiner Heimatstadt schilderte er anschaulich in seinen Jugenderinnerungen. Ein Studium der Germanistik und Geschichte absolvierte er 1876/77 in Göttingen, 1877/78 in Leipzig und von 1878 bis 1880 erneut in Göttingen. 1879 wurde er mit einer Dissertation über Albertino Mussato zum Dr. phil. promoviert. Anfang 1881 bestand er in Göttingen das Staatsexamen für das höhere Lehramt. Im selben Jahr absolvierte er eine kurze Probezeit am Gymnasium in Greifswald.
Ab 1881 arbeitete Wychgram als Oberlehrer bei der städtischen Höheren Mädchenschule in Leipzig. 1890 wurde er Direktor dieser Anstalt und des damit verbundenen städtischen Lehrerseminars. Auf Anregung des Geheimrats Stephan Waetzoldt berief ihn der Kultusminister Robert Bosse, um die ihm jetzt unterstellten Anstalten einer umfassenden Neuordnung zu unterziehen, 1900 in den preußischen Staatsdienst.
In Berlin verdoppelte Wychgram das Lehrerinnenseminar und passte es sowohl innerlich als auch äußerlich den Bedingungen der Zeit an. Er organisierte eine dem Seminar anzugliedernde achtklassige Übungsschule. Neben diesem Amt leitete er sechs Jahre lang die Königlich-preußischen Augusta-Schule, aus der bis 1908 nahezu 200 Abiturientinnen hervorgingen.
Neben seiner amtlichen entfaltete Wychgram auch eine schriftstellerische Tätigkeit sowohl auf dem literarhistorischen als auch auf dem pädagogischen Gebiet. Zum letztgenannten veröffentlichte er einen Bericht über das französische Schulsystem. Dieser war das Ergebnis einer sechsmonatigen Studienreise, zu der ihn das sächsische Kulturministerium beurlaubt hatte. In der Patriotischen Gesellschaft in Hamburg hielt er Vorträge über die Geschichte des deutschen und französischen Mädchenschulwesens. Von 1895 bis 1901 redigierte er die von ihm ins Leben gerufene Deutsche Zeitschrift für ausländisches Unterrichtswesen, seit 1902 war er Herausgeber des gleichnamigen Zentralorgans der „Frauenbildung“. Auf dem literaturhistorischen Gebiet machte ihn vor allem seine 1895 erstmals erschienene große Schillerbiographie bekannt. Des Weiteren sind Das deutsche Volkstum und die deutsche Dichtung und die Biographie der Charlotte von Schiller zu nennen. Er war im Vorstand des Lette-Vereins, des Allgemeinen Deutscher Schulvereins, der Gesellschaft für Schulhygiene, Fürsorge für die schulentlassene Jugend, …
Nachdem der Lübeckische Senat seinen „Schulrat“ Cold zum 1. November 1907 in den Ruhestand versetzte, erwählte er Wychgram am 7. Dezember zu seinem obersten Schulaufsichtsbeamten. 1919 trug er den Titel eines „Oberschulrats“, ab 1921 den eines „Landesschulrats“. Am 31. Januar 1924 ging er in den Ruhestand. Danach verließ er Lübeck und erkrankte während der letzten Lebensjahre zunehmend. Er starb Mitte November 1927 in Freiburg im Breisgau.

#### Berlin
Wychgram setzte sich für das höhere Mädchenschulwesen ein, das seinerzeit nur wenig entwickelt war und in der Öffentlichkeit kaum wahrgenommen wurde. Er publizierte hierzu bereits in jungen Jahren und schrieb viele wissenschaftliche und bildungspolitische Aufsätze und Monographien. Darüber hinaus gab er wichtige Zeitschriften dieses Themengebiets heraus oder übernahm deren Redaktion. Zusätzlich gründete er Schriftenreihen für den Unterricht von deutscher und französischer Literatur an höheren Mädchenschulen.
Wychgram galt schnell als umfassender Kenner des Mädchenschulwesens außerhalb Deutschlands, insbesondere Frankreichs. Die Erkenntnisse hierzu gewann er teilweise durch eigene Reisen. Da er zwei herausgehobene staatliche Mädchenschulen leitete, konnte er die praktische Umsetzung seiner Vorschläge in Grenzen mit beeinflussen. Dies verlieh seinen Stellungnahmen eine besondere Bedeutung. Er erkannte aufgrund seiner praktischen Arbeit, dass einige, in Fachkreisen anfangs umstrittene, Forderungen sinnvoll waren. Dazu gehörte die Anstellung von (Ober)lehrerinnen an Mädchenschulen, bei der er sich zunächst zurückhielt, sie später jedoch besonders unterstützte. Er war sich in dieser Fragestellung einig mit Helene Lange und forderte wie diese bspw., Frauen Zugang zu Universitäten zu ermöglichen und das Schulwesen für Mädchen zu reformieren.
Wychgram arbeitete zumeist basierend auf der Sicht der Frauen als Hausfrau und Mutter, deren soziale Situation sich änderte. Die gesamte Gesellschaft sollte davon profitieren, dass zumindest die oberen Bevölkerungsschichten bessere geistige und ethische Bildung bekamen. Insbesondere während seiner Zeit als Direktor der Augustaschule in der Kleinbeerenstraße 16–19 von 1901 bis 1907 wollte er vermeiden, dass fehlerhafte Entwicklungen aus dem Bereich der Knabenschulen im Mädchenschulwesen erneut vollzogen wurden. Sein Ziel war es, das System einheitlicher und durchlässiger zu gestalten. Der verantwortliche Ministerialreferent Preußens forderte, dass Wychgram seine Einrichtung zu einer herausgehobenen Musteranstalt entwickeln sollte. Somit sollten praktische Vorarbeiten für eine überfällige Überarbeitung des höheren Mädchenschulwesens Preußens geleistet werden. Durch curriculare und organisatorische Änderungen sollte das Niveau erhöht werden. Somit sollte die Voraussetzung für eine drei oder vier Jahre dauernde Oberstufe des Lyzeums geschaffen werden, die mit der Hochschulreife enden sollte. Parallel sollte die Lehrerinnenausbildung neu organisiert werden.
1908 führte Preußen neue Regeln ein. Dabei übernahm die Regierung nicht alle Vorschläge Wychgrams, der dies wohl als Ausblick für seine weitere berufliche Entwicklung sah. Er hatte die staatliche Obrigkeit immer schon reserviert gesehen; nach der Neuregelung erachtete er sie während seiner Tätigkeit im Schulbetrieb als zunehmend unerträglich einschränkend. Ursprünglich hatte er die Zusage bekommen, über Stellenbesetzungen selbst entscheiden zu dürfen. Weil er dieses Recht verlor, verließ er die Schule in Berlin.

#### Lübeck

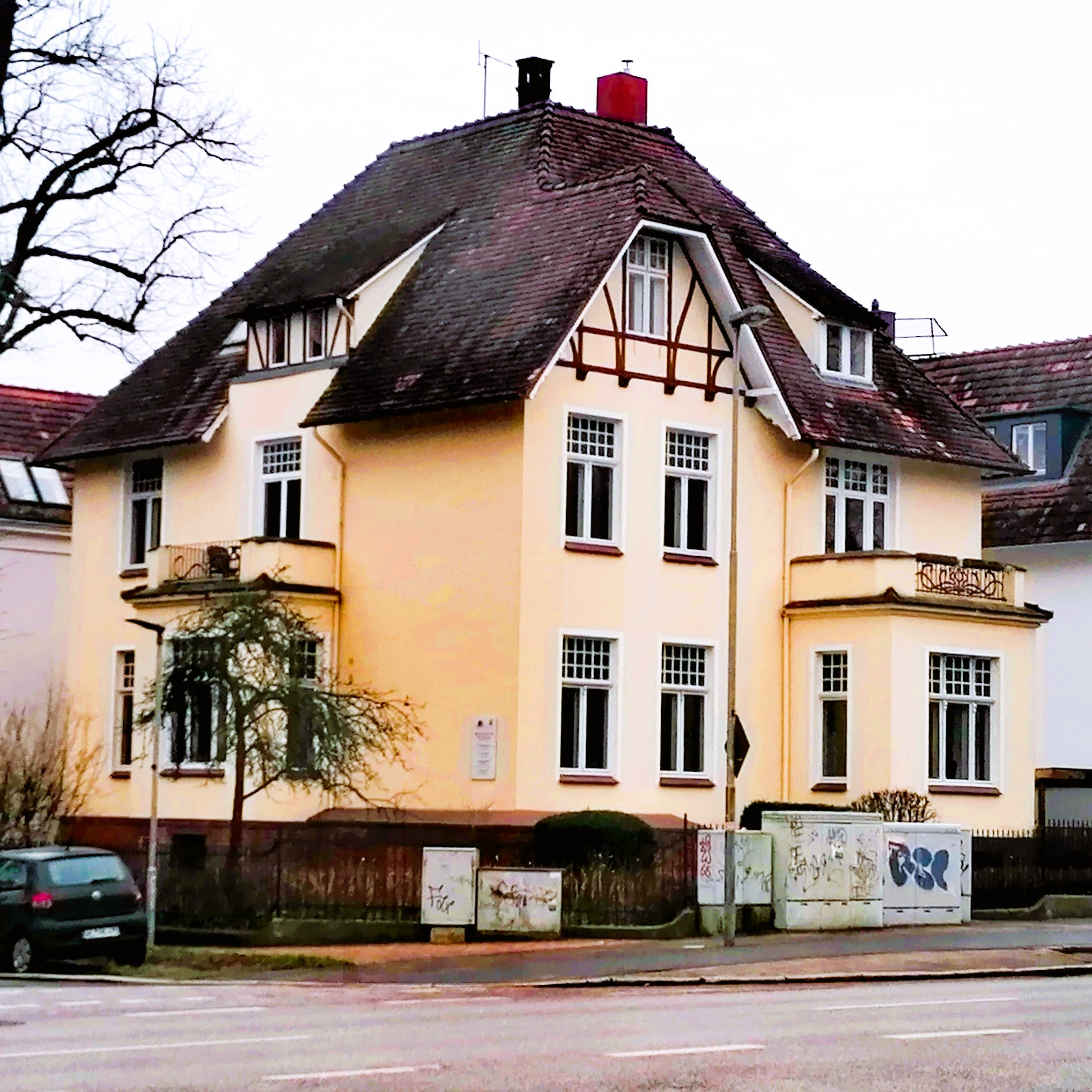
Erster lübeckischer Wohnsitz

Wychgrams Leistungen an den höheren Mädchenschulen in Berlin waren zweifellos der Grund für seine neue Position in Lübeck, wo sich sein Tätigkeitsbereich signifikant änderte. Als Schulrat hatte er zunächst die höhere Mädchenschule, die Lehrerbildung und die Volks- und Mittelschulen zu beaufsichtigen. Das hierfür notwendige Wissen hatte er an der von ihm aufgebauten und geleiteten Übungsmittelschule in Berlin gewonnen. Bereits zu Beginn seiner Zeit in Lübeck sollte er auch die Aufsicht über höhere Knabenschulen übernehmen.
Im Jahr 1918 trat eine lange diskutierte, von Wychgram unterstützte Revision des Unterrichtsgesetzes in Kraft. Wychgram erhielt somit einen größeren Zuständigkeitsbereich und einen ihm untergebenen Schulinspektor, der Volks- und Mittelschulen betreute. Diese Änderungen entstanden im Rahmen der Entwicklung von frei entstandenen, wenig aufeinander abgestimmten städtischen Bürgerschulen hin zu einem systematisch geordneten und verwalteten Schulsystem in zeitgemäßen großstädtischen Kommunen.
Wychgram hob bestehende Frei/Armenschulen (wie die Jenisch’sche Freischule) auf und vereinigte somit die Organisation von Volks- und Mittelschulen. Darüber hinaus definierte er die Einzugsbereiche von Schulen und erhöhte grundsätzlich die Frequenzen von Klassen. Die Maßnahmen erfolgten unter dem Gesichtspunkt möglicher Rationalisierungen. Im Bereich der höheren Schulen wurden private Bildungseinrichtungen zunehmend verstaatlicht und die einzelnen Schultypen in ihren Profilen deutlicher untereinander abgestimmt. Diese Maßnahmen gestalteten das Schulwesen übersichtlicher. Insbesondere die Volks- und höheren Schulen arbeiteten bis dahin komplett voneinander getrennt und sollten harmonisiert werden. Sie sollten sich weiter öffnen und begabten Schülern einen Aufstieg ermöglichen. Dies konnte jedoch erst während des letzten Jahres des Ersten Weltkriegs umgesetzt werden. Allgemeine Vorgänge, die auf die Novemberrevolution folgten, führten schnell zu neueren Entwicklungen in diesem Bereich.
Auch wenn Wychgram in Lübeck zumeist mit anderen Zweigen des Schulwesens beschäftigt war, widmete er sich weiterhin der Mädchenbildung. Die heutige Ernestinenschule erhielt neben dem Lyzeum eine Studienanstalt, an der die Reifeprüfung abgelegt werden konnte. Nahezu zeitgleich wurden auf Wychgrams Initiative hin eigene Schulen für die Ausbildung von Lehrerinnen (1918/19) und das Lehrerseminar (1925) abgeschafft, da sie obsolet und überflüssig geworden waren. Wesentlich wichtiger für große Teile der Bevölkerung, insbesondere für Mädchen mit abgeschlossener Schulbildung, war, dass der Schulrat die allgemeine Fortbildungs-/Berufsschulpflicht etablierte. Sein Nachfolger als Leiter der Schulaufsicht des Lübecker Staates wurde 1925 Sebald Schwarz.
Als Wychgram Ende Januar 1924 aus dem Dienst schied, hatte er die Freesesche und Reimannsche Privatschule verstaatlicht, die Fortbildungsschule und Berufsschule für Ungelernte erschaffen, eine Studienanstalt an der Ernestinenschule eingerichtet, durch den Abbau der Vorklassen in den höheren Schulen die Errichtung von Einheitsschulen eingeleitet, die Gewerbeschule und die Frauengewerbeschule umgestaltet, Schulkammern eingerichtet und eine freiere Verwaltung der Schulen nach seinen Vorschlägen für die Gesetzgebung vorbereitet.
Schon bald nach seiner Ankunft in Lübeck erkannte Wychram die Mängel des öffentlichen Vortragswesens. Unter der Heranziehung in- und auswärtiger Fachleute richtete er in der Oberschulbehörde ein geregeltes, auf einem hohen Niveau stehendes Vortragswesen ein. Die Universitätswochen, technischen Hochschulwochen und das Vortragswesen der Nordischen Wochen waren hauptsächlich auf Wychgram zurückzuführen.
Außerhalb des lübeckischen Staates war Wychgram Mitglied der Reichsschulkonferenz und Prüfungskommissar der Reichsregierung für die Deutschen Auslandsschulen.

### Familie
Im Frühjahr 1881 heiratete Wychgram in Radekow Agnes Auguste Johanna Margareta Becker (* 17. Mai 1858 in Radekow; † 2. Januar 1950 in Berlin). Das Ehepaar hatte einen Sohn und eine Tochter.

## Ehrungen
- Roter Adlerorden 4. Klasse (1903)[11]